# Tälje stadga
Tälje stadga från år 1345 utfärdades av kung Magnus Eriksson den 17 juli. Stadgan reglerar främst frälset och inarbetades senare i landslagen. Intressant är även bestämmelser rörande rättartinget och konungsnämnden. Stadgan innehåller även regler vid fester och bröllop. Inget original finns bevarat.   

## Källmaterialet
Ett original, med bortfallit sigill, förvarades på Riksarkivet men förstördes i slottsbranden 1697. En avskrift gjordes av Johan Hadorph och trycktes i Gamla stadgar i Bjärköarättens bihang. Denna text ligger till grund för SD 3972 i Svenskt diplomatarium. Denna text vänder sig egentligen till invånarna i Östgöta lagsaga. Ännu en avskrift som utfördes av Erik Runell Palmskiöld efter ett original finns på Uppsala universitetsbibliotek. Denna är dock gjord med ett betydligt moderniserat språk.   

## Innehåll
Stadgan är utfärdad Söndagen näst efter helige Knuts dag då vi var i Tälje (Telghiom) med våra biskopar och alla riksråd i Sverige. I första artikeln fortsätter man utveckla frälset från Uppsala stadga året innan. Den stora skillnaden från den tidigare Skänninge stadga 1284 är att även svenners hustrur och barn innefattas. Detta har uppfattats som att först nu även väpnare har fått full frälsevärdighet. Artikeln inarbetades senare i landslagens Konungabalk.
När det gäller rusttjänsten skall frälseman ha en god stridshingst värd minst 40 mark, samt sadel, hjälm, rustning, samt fulla vapen. Vapensyn skall hållas den 29 juni varje år där frälseman personligen infinner sig. Om frälseman ej längre förmår krigstjänst skall han ställa upp vid vapensynen med son eller svärson som kan göra tjänst i hans ställe. Vapensyn skall hållas i Enköping, Västerås, Strängnäs, Linköping, Kalmar, Jönköping, Falkenberg, och Skara. Om bonde vill bli frälseman skall han ställa upp en häst och fulla vapen vid vapensynen. Den som undviker vapensynen böter 40 mark. Han förlorar också därmed sitt frälse och återfår det endast genom konungens nåd. Den som begår fanflykt i krig har förverkat sitt liv. 
Angående morgongåva sätts ett högsta belopp på 100 mark. Antalet gäster begränsas till en biskop med sina kaniker, samt 2 andra kaniker, 8 riddare, 40 väpnare, 10 kyrkoherdar, och 20 bönder. Om man bjuder fler bötes 40 mark till konungen. Den som bjuder in sig själv får erlägga böter efter samhällsklass. Länsmannen har rätt att komma oanmäld för att kontrollera tillställningen. 
Rättartinget tycks vara en helt ny term där konungen själv eller hans förordnade tar upp mål för överklagande. Sex veckor i förväg skall konungen med brev kungöra när och var han ämnar utöva sin domsrätt på rättarting. Artikeln införlivades senare i landslagens Rättegångsbalk.       

## Artiklarna
1. Om bibehållen frälserätt för avlidna frälsemäns änkor och minderåriga barn, samt hur riddares och svenners vuxna söner skall kunna bibehålla frälset för sina och sina syskons gods.
2. Om frälsemäns utrustning.
3. Om årlig vapensyn.
4. Hur frälseman skall antagas.
5. Om frälseman som för ålder eller bräcklighet inte förmår själv uppehålla tjänsten.
6. Om frälsemans rätt att njuta sig till godo sons eller söners rusttjänst.
7. Om frälseman som vill lämna frälset.
8. Om rusttjänstens uppehållande genom son eller måg, för alla som äro samman av disk och duk.
9. Om deras plikt, som på kungens vägnar skola vapensyn förrätta.
10. Om ansvar för den som döljer sig undan konungens tjänst eller rymmer undan hans baner.
11. Om ersättning åt den som i kronans tjänst blir fången eller förlorar sin häst.
12. Om morgongåva, till hur stort belopp den må givas och om arvsrätt till morgongåva.
13. Om brudskänker och bröllopskläder.
14. Om bröllop och andra gästabud, hur många därtill bör bjudas och om deras följe. Om böter för den som objuden infinner sig och hur slika böter skall krävas. Om lekares avlöning.
15. Om rättarting, som hålls av konungen själv eller dem som konungens dom har. Om hur de i förväg skall utlysa och hur vid dem skall käras.
16. Om käromål för gäld.
17. Om den som bryter konungens dom och om Konungsnämnden, samt nämndens arvode.